# Hanunin
Hanunin – dawna wieś na Ukrainie na obszarze dzisiejszego rejonu radziechowskiego w obwodzie lwowskim. Leżała na południowy zachód od Radziechowa.
Osada powstała w 1797 na gruntach Stanina w procesie kolonizacji józefińskiej.
Za II Rzeczypospolitej do 1934 roku wieś stanowiła samodzielną gminę jednostkową w powiecie radziechowskim w woj. tarnopolskim. W związku z reformą scaleniową została 1 sierpnia 1934 roku włączona do nowo utworzonej wiejskiej gminy zbiorowej Radziechów w tymże powiecie i województwie. Po wojnie wieś weszła w struktury administracyjne Związku Radzieckiego.
W czasie okupacji niemieckiej mieszkający tutaj Polacy - Tomasz Gogała oraz Michał i Julia Ochoccy - udzielali pomocy Żydom, za co w 2019 roku Instytut Jad Waszem uhonorował ich tytułami Sprawiedliwych wśród Narodów Świata.